# Willebrord Snellius
Willebrord Snellius, pravo prezime Snell van Royen (Leiden, oko 1580. – Leiden, 30. listopada 1626.), nizozemski astronom i matematičar. Predavao na Sveučilištu u Leidenu (od 1613.). Matematički je formulirao (1621.) zakon loma svjetlosti: 
{\displaystyle {\frac {\sin \theta _{1}}{\sin \theta _{2}}}={\frac {v_{1}}{v_{2}}}={\frac {n_{2}}{n_{1}}}}
ili
{\displaystyle n_{1}\sin \theta _{1}=n_{2}\sin \theta _{2}\ }
pri čemu su: θ1 - kut upadne zrake svjetlosti, θ2 - kut loma, v1 i v2 brzine vala, a n1 i n2 odgovarajući indeksi loma sredstva iz kojega zrake dolaze i sredstva u koje ulaze. 
Prvi je poduzeo mjerenje (od 1615. do 1617.) duljine luka meridijana radi određivanja Zemljina opsega. U tu svrhu služio se metodom triangulacije, koju je sam razradio. Napisao je djelo O pravoj veličini opsega Zemlje (lat. De terrae ambitus vera quantitate, 1617.). Po njemu je nazvan krater na Mjesecu (Snellius (krater)).

## Indeks loma
Indeks loma (oznaka n) je bezdimenzionalna fizikalna veličina koja opisuje međudjelovanje svjetlosti i optički prozirne tvari, a definirana je kao omjer brzine svjetlosti u vakuumu c i brzine svjetlosti u tvari v, 
{\displaystyle n={\frac {c}{v}}}
Posljedica je promjene brzine svjetlosti promjena pravca njezina širenja pri prelasku iz jednoga optičkog sredstva u drugo. Što je indeks loma veći, veća je promjena pravca, odnosno veći je lom svjetlosti (refrakcija). Indeks loma može se s pomoću Snelliusova zakona odrediti iz geometrijskih odnosa kutova zraka svjetlosti prema površini sredstva u kojem dolazi do loma:
{\displaystyle {\frac {n_{2}}{n_{1}}}={\frac {\sin \theta _{1}}{\sin \theta _{2}}}={\frac {v_{1}}{v_{2}}}=}
gdje je: θ1 - upadni kut prema okomici na površinu sredstva, θ1 - kut loma, n1 - indeks loma optičkoga sredstva iz kojega svjetlost dolazi, a n2 - indeks loma optičkoga sredstva u koje svjetlost ulazi. Često se rabi relativni indeks loma, koji je jednak omjeru indeksa loma dvaju sredstava: 
{\displaystyle n_{r}=n_{21}={\frac {n_{2}}{n_{1}}}}
Svjetlost se u nekoj tvari širi brzinom:
{\displaystyle v={c \over {\sqrt {\mu _{r}\cdot \varepsilon _{r}}}}}
gdje je: εr - relativna dielektrična permitivnost tvari, a μr - relativna magnetska permeabilnost. Kako za relativnu magnetsku permeabilnost u optički prozirnom sredstvu vrijedi μr ≈ 1, proizlazi da indeks loma ovisi samo o relativnoj dielektričnoj permitivnosti: 
{\displaystyle n={\sqrt {\varepsilon _{r}}}}
Međutim, za mnoge tvari dolazi do odstupanja od toga izraza, zbog postojanja električnih dipola u dielektricima i ovisnosti relativne dielektrične permitivnosti o frekvenciji svjetlosti.